# 1241
Cette page concerne l'année 1241  du calendrier julien. Pour l'année 1241 av. J.-C., voir 1241 av. J.-C.
L'année 1241 est une année commune qui commence un mardi.

## Événements
- 23 avril : Richard de Cornouailles, parent de Frédéric II, partisan de l’alliance égyptienne, obtient du sultan Malik al-Salih Ayyoub (1240-1249) le renouvellement du traité de 1229 et la restitution de territoires supplémentaires (la région de Sidon, la Galilée orientale avec Tibériade, le pays de Jaffa et d’Ascalon) qui rendent au royaume de Jérusalem ses frontières de 1187[1]. Après son départ le 3 mai, les barons guelfes se tournent au contraire vers le sultan de Damas menacé par as-Salih Ayyoub et en obtiennent la promesse de restitutions supplémentaires.
- 11 décembre : mort du grand khan des mongol Ögödei. En Europe, elle provoque le reflux des Mongols vers l’Orient pour régler la succession. Sa veuve Töregene devient régente en 1242 jusqu'en 1246 pour son fils Güyük[2].
- 22 décembre : sac de Lahore par Bahadur Tair, gouverneur militaire mongol de Herat, qui est tué au cours d'une expédition en Inde du Nord[3].

### Europe
- 13 février : le chef mongol Batu franchit la Vistule sur la glace puis fait incendier Cracovie désertée par ses habitants[4].
- Mars[5] : la loi jutlandaise est promulguée à l'assemblée de Vordingborg[6].
- 28 mars : début du règne de Erik IV Plogpenning (1216-1250), roi de Danemark. Il fait en même temps la guerre à son frère Abel et en Estonie.
  - Après la mort de Valdemar II, le Danemark traverse une longue crise : abaissement politique, régression économique spécialement dans les campagnes tandis que les cités danoises subissent la concurrence des villes allemandes de la Hanse. Le duc de Slesvig Abel se comporte comme un souverain indépendant[7].

- 9 avril : Batu vainc une coalition de Polonais et d’Allemands dirigée par Henri II le Pieux, duc de Silésie, à la bataille de Wahstatt près de Legnica en Silésie où Henri II trouve la mort[8]. La Basse-Silésie est morcelé. La défaite de la chevalerie allemande et polonaise entraîne la conquête mongole de la Hongrie et de la Pologne.

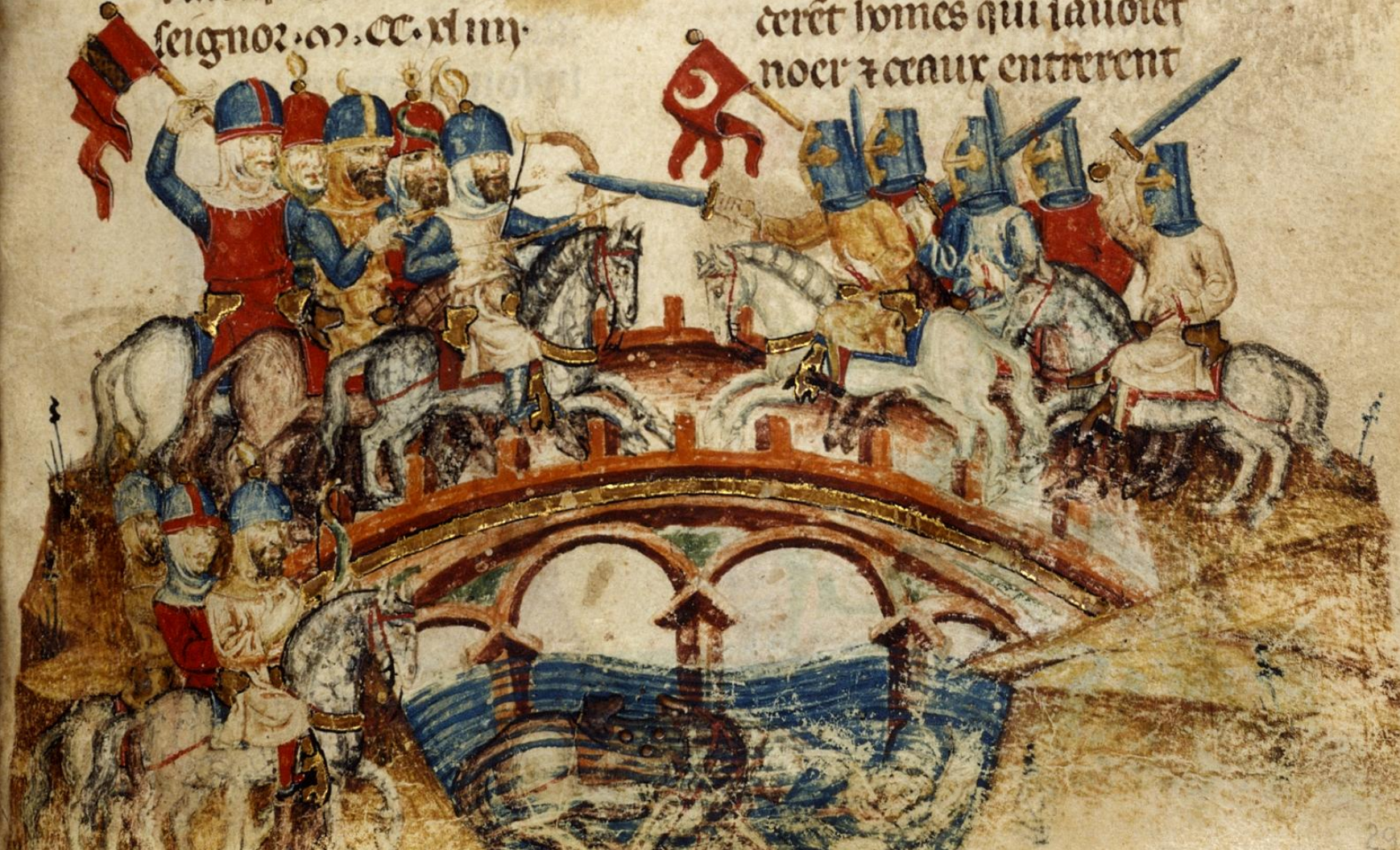
11 avril : bataille de Mohi

- 11 avril : victoire des Mongols sur les Hongrois à la bataille de Mohi, sur la rivière Sajó, pointe extrême de l'avancée mongole en Europe[9].
  - Batu qan prend Pest. Les Mongols pillent le pays et massacrent une partie de la population. Béla IV de Hongrie doit se réfugier auprès du prince Frédéric d’Autriche, qui au lieu de l’aider, profite de l’occasion pour lui arracher trois comtés. Il prend alors le chemin de la Dalmatie et s’installe à Trau (Torgir), en attendant l’aide de l’Occident.
- 14 avril : Faenza est prise par les forces de Frédéric II. Bénévent capitule dans le même mois[10].

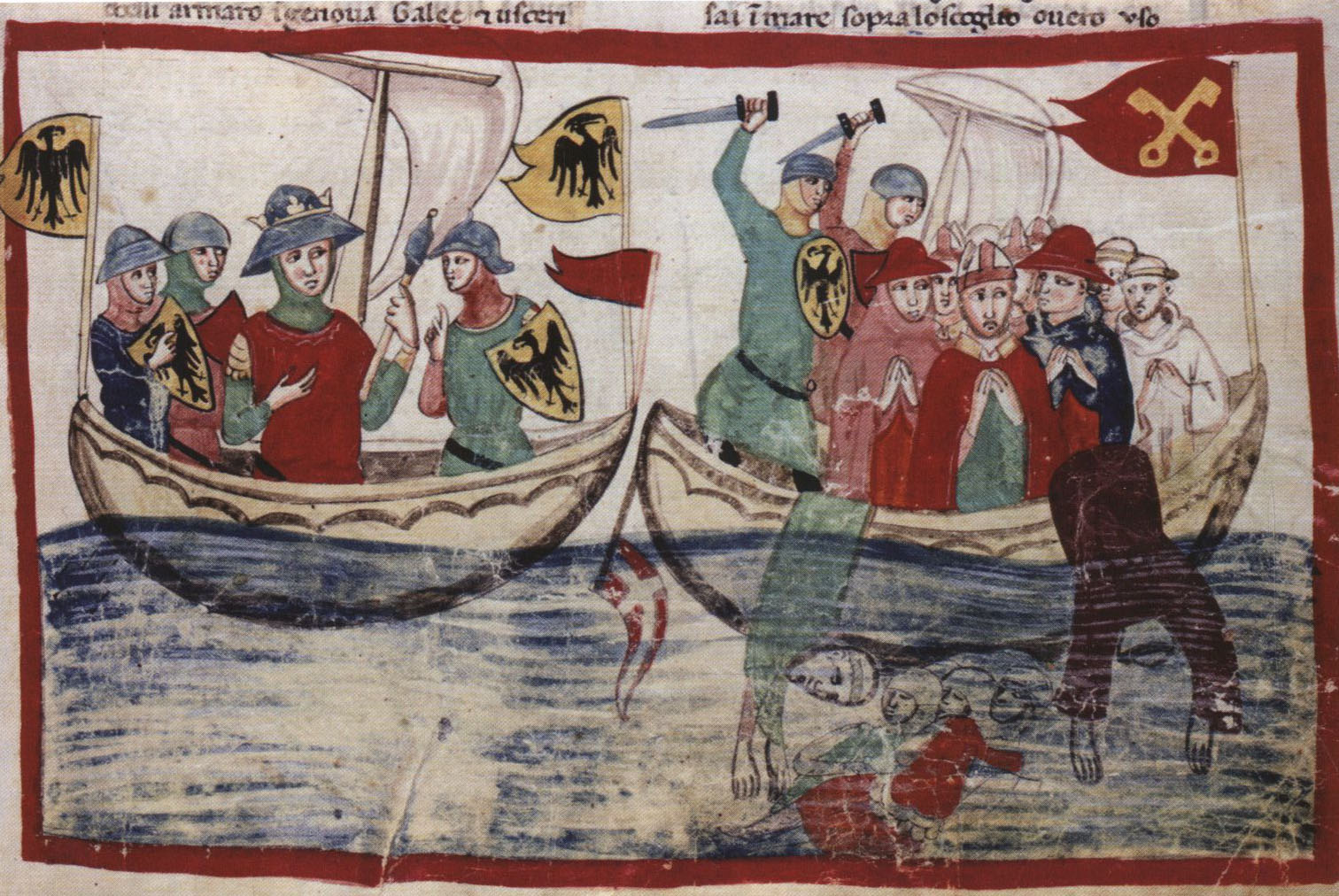
Bataille de la Meloria, illustration de la Nuova Cronica, XIVe siècle.

- 3 mai : Enzio, fils naturel de Frédéric II bat le pape Grégoire IX et les Génois sur mer à la Meloria (en)[11]. Frédéric II empêche la réunion du concile qui devait le condamner en faisant arrêter en pleine mer, les cardinaux qui s'y rendaient et met le siège devant Rome.
- 24 juin :
  - Le roi de France Louis IX tient une « grande cour » à Saumur[12]. Il investit son frère Alphonse du comté de Poitou et de l'Auvergne, et de l'Albigeois.
    - Révolte contre le roi de France Louis IX du comte de la Marche, Hugues de Lusignan, du comte de Toulouse, Raymond VII, avec le soutien du roi d'Angleterre, Henri III.

  - Mort du tsar de Bulgarie Ivan Asen II[13]. L'empereur de Nicée Jean III Doukas Vatatzès reprend aux Bulgares la Macédoine et la Thrace, Thessalonique, et place l’Épire sous sa dépendance.
- Juillet : Batu atteint Neustadt près de Vienne[2].
- 21 août : mort du pape Grégoire IX[14].
- 16 septembre : les chevaliers porte-glaives, après s'être emparés de la forteresse d'Izborsk battent les Russes devant Pskov et prennent la ville. Ils menacent Novgorod. Alexandre Nevski reprend Pskov le 5 mars suivant[15].
- 23 septembre : l’écrivain et homme politique islandais Snorri Sturluson, accusé de trahison à la cause norvégienne, est assassiné dans sa ferme de Reykholt par ses propres gendres sur ordre du roi de Norvège Haakon IV. Le roi confisque ses terres[16].
- 25 octobre - 10 novembre : pontificat de Célestin IV[17]. Vacance de la papauté jusqu'en 1243.

- Un pacte est signé entre Hambourg et Lübeck pour la sécurité du commerce dans le cadre de la Hanse Teutonique[18]. Le traité prévoit le contrôle commun de la voie reliant la Baltique à la mer du Nord. Cette alliance, renforcée plus tard par d’autres accords, donne à ses signataires une position de force dans le commerce avec le nord-ouest de l’Europe.